# Кетоза
Кетоза е монозахарид с една кето-група в молекулата си.
Дихидроксиацетонът със своите три въглеродни атома е най-простата от всички кетози и единствената, която не проявява оптична активност. Кетозите могат да изомеризират до алдози при подходящо крайно разположение на карбонилната група. Тези кетози са редуциращи захари.
Кетозите могат да бъдат разграничени от алдозите чрез тест на Селиманов:
| Тест на Селиманов |